# Carol Bower
Carol Bower   (Riverside, 9 de juny de 1956) és una ex-remadora estatunidenca que va competir durant les dècades de 1970 i 1980.
Estudià a la Universitat de Califòrnia a Los Angeles, on es graduà el 1979. El 1984 va prendre part en els Jocs Olímpics de Los Angeles, on guanyà la medalla d'or en la prova del vuit amb timoner del programa de rem. En el seu palmarès també destaquen tres medalles de plata i una de bronze al Campionat del món de rem.
Un cop retirada exercí d'entrenadora de rem.